# الاوجام
الاوجام (به عربی: الأوجام) یک منطقهٔ مسکونی در عربستان سعودی است که در استان شرقی (عربستان سعودی) واقع شده‌است.

## خصوصیات
الاوجام ۱۱٬۴۶۰ نفر جمعیت دارد.